# The Bloom Tour
The Bloom Tour es la cuarta gira de conciertos del cantante y compositor australiano Troye Sivan, en apoyo a su segundo álbum, Bloom (2018). Comenzó el 21 de septiembre de 2018 en Irving, Estados Unidos y finalizó el 30 de noviembre de 2019 en Chengdu, China.

## Antecedentes
El 28 de mayo de 2018, Sivan anunció la etapa norteamericana. Además se presentó a la cantante y compositora alemana Kim Petras como el acto principal de apertura con los cantautores estadounidenses Leland y Carlie Hanson en fechas seleccionadas. Los boletos de preventa salieron a la venta el 5 de junio a través de la aplicación oficial de Sivan. La etapa latinoamericana contó con apariciones en festivales de Lollapalooza en Argentina, Chile y Brasil. Las fechas de la etapa europea se anunciaron el 19 de noviembre de 2018, y venta de entradas cuatro días después. Las etapas asiáticas se anunciaron el 14 de febrero de 2019. La etapa en Australia y Nueva Zelanda se anunció el 21 de junio de 2019 y las entradas se pusieron a la venta el 28 de junio de 2019. Se anunciaron tres fechas adicionales en China el 24 de septiembre de 2019, las entradas fueron puestas a la venta el 30 de septiembre de 2019.

## Repertorio
Esta lista de canciones es del concierto del 28 de febrero de 2019 en Londres, Reino Unido. No pretende representar todas las fechas de la gira.
1. "Seventeen"
2. "Bloom"
3. "Plum"
4. "Heaven"
5. "Fools"
6. "Lucky Strike"
7. "Wild"
8. "I'm So Tired..."
9. "Postcard"
10. "The Good Side"
11. "What a Heavenly Way to Die"
12. "Bite"
13. "1999"
14. "Dance to This"
15. "Animal"

Encore
1. "Youth"
2. "My My My!"

## Fechas
| Fecha                    | Ciudad           | País           | Recinto                                 | Acto de apertura         | Entradas vendidas | Recaudación  |
| Norteamérica             | Norteamérica     | Norteamérica   | Norteamérica                            | Norteamérica             | Norteamérica      | Norteamérica |
| ------------------------ | ---------------- | -------------- | --------------------------------------- | ------------------------ | ----------------- | ------------ |
| 21 de septiembre de 2018 | Irving           | Estados Unidos | Toyota Music Factory                    | Kim Petras Leland        | —                 | —            |
| 23 de septiembre de 2018 | Austin           | Estados Unidos | Block 21                                | Kim Petras Leland        | —                 | —            |
| 24 de septiembre de 2018 | Sugar Land       | Estados Unidos | Smart Financial Centre                  | Kim Petras               | —                 | —            |
| 26 de septiembre de 2018 | Jacksonville     | Estados Unidos | Daily's Place                           | Kim Petras               | —                 | —            |
| 28 de septiembre de 2018 | San Petersburgo  | Estados Unidos | Mahaffey Theater                        | Kim Petras               | —                 | —            |
| 29 de septiembre de 2018 | Miami            | Estados Unidos | Klipsch Amphitheatre                    | Kim Petras Leland        | —                 | —            |
| 1 de octubre de 2018     | Atlanta          | Estados Unidos | Coca-Cola Roxy Theatre                  | Kim Petras               | —                 | —            |
| 2 de octubre de 2018     | Charlotte        | Estados Unidos | Metro Credit Union Amphitheatre         | Kim Petras Leland        | —                 | —            |
| 4 de octubre de 2018     | Washington D. C. | Estados Unidos | The Anthem                              | Kim Petras Leland        | —                 | —            |
| 6 de octubre de 2018     | Upper Darby      | Estados Unidos | Tower Theater                           | Kim Petras Leland        | —                 | —            |
| 9 de octubre de 2018     | Nueva York       | Estados Unidos | Radio City Music Hall                   | Kim Petras Leland        | —                 | —            |
| 11 de octubre de 2018    | Laval            | Canadá         | Place Bell                              | Kim Petras               | —                 | —            |
| 12 de octubre de 2018    | Boston           | Estados Unidos | Wang Theatre                            | Kim Petras               | —                 | —            |
| 14 de octubre de 2018    | Detroit          | Estados Unidos | Fox Theatre                             | Kim Petras               | —                 | —            |
| 15 de octubre de 2018    | Toronto          | Canadá         | Sony Centre                             | Kim Petras               | —                 | —            |
| 17 de octubre de 2018    | Mineápolis       | Estados Unidos | State Theatre                           | Kim Petras               | —                 | —            |
| 19 de octubre de 2018    | Chicago          | Estados Unidos | Chicago Theatre                         | Kim Petras Carlie Hanson | —                 | —            |
| 20 de octubre de 2018    | Milwaukee        | Estados Unidos | The Rave/Eagles Club                    | Kim Petras Carlie Hanson | —                 | —            |
| 22 de octubre de 2018    | Denver           | Estados Unidos | Fillmore Auditorium                     | Kim Petras Carlie Hanson | —                 | —            |
| 24 de octubre de 2018    | Phoenix          | Estados Unidos | Comerica Theatre                        | Kim Petras               | —                 | —            |
| 25 de octubre de 2018    | San Diego        | Estados Unidos | CalCoast Credit Union Theatre           | Kim Petras Carlie Hanson | —                 | —            |
| 27 de octubre de 2018    | Anaheim          | Estados Unidos | House of Blues                          | Kim Petras Carlie Hanson | —                 | —            |
| 30 de octubre de 2018    | Los Ángeles      | Estados Unidos | Greek Theatre                           | Kim Petras Carlie Hanson | 4,775 / 5,900     | $224,230     |
| 1 de noviembre de 2018   | San Francisco    | Estados Unidos | SF Masonic Auditorium                   | Kim Petras Carlie Hanson | —                 | —            |
| 2 de noviembre de 2018   | San Francisco    | Estados Unidos | SF Masonic Auditorium                   | Kim Petras               | —                 | —            |
| 5 de noviembre de 2018   | Portland         | Estados Unidos | Roseland Theater                        | Kim Petras               | —                 | —            |
| 7 de noviembre de 2018   | Seattle          | Estados Unidos | Paramount Theatre                       | —                        | —                 |              |
| 8 de noviembre de 2018   | Vancouver        | Canadá         | Queen Elizabeth Theatre                 | —                        | —                 |              |
| Europa                   |                  |                |                                         |                          |                   |              |
| 23 de febrero de 2019    | Glasgow          | Reino Unido    | O2 Academy                              | Leland                   | —                 | —            |
| 24 de febrero de 2019    | Mánchester       | Reino Unido    | O2 Apollo Manchester                    | Leland                   | —                 | —            |
| 26 de febrero de 2019    | Birmingham       | Reino Unido    | O2 Academy                              | Leland                   | —                 | —            |
| 28 de febrero de 2019    | Londres          | Reino Unido    | Eventim Apollo                          | Leland                   | —                 | —            |
| 4 de marzo de 2019       | Amberes          | Bélgica        | Lotto Arena                             | Leland                   | —                 | —            |
| 5 de marzo de 2019       | Ámsterdam        | Países Bajos   | AFAS Live                               | Leland                   | —                 | —            |
| 9 de marzo de 2019       | Viena            | Austria        | Planet.tt Bank Austria Halle            | Leland                   | —                 | —            |
| 11 de marzo de 2019      | Milán            | Italia         | Fabrique                                | Leland                   | —                 | —            |
| 13 de marzo de 2019      | Múnich           | Alemania       | Tonhalle                                | Leland                   | —                 | —            |
| 14 de marzo de 2019      | Berlín           | Alemania       | Tempodrom                               | Leland                   | —                 | —            |
| 16 de marzo de 2019      | Colonia          | Alemania       | Palladium                               | Leland                   | —                 | —            |
| 18 de marzo de 2019      | Copenhague       | Dinamarca      | Forum Black Box                         | Leland                   | —                 | —            |
| 19 de marzo de 2019      | Estocolmo        | Suecia         | Cirkus                                  | Leland                   | —                 | —            |
| 21 de marzo de 2019      | Oslo             | Noruega        | Sentrum Scene                           | Leland                   | —                 | —            |
| Sudamérica               |                  |                |                                         |                          |                   |              |
| 28 de marzo de 2019      | Buenos Aires     | Argentina      | Niceto Club                             | Valdés                   | —                 | —            |
| 30 de marzo de 2019      | Buenos Aires     | Argentina      | Hipódromo de San Isidro                 | Festival                 | Festival          | Festival     |
| 31 de marzo de 2019      | Santiago         | Chile          | Parque O'Higgins                        | Festival                 | Festival          | Festival     |
| 3 de abril de 2019       | São Paulo        | Brasil         | Cine Jóia                               | —                        | —                 | —            |
| 5 de abril de 2019       | São Paulo        | Brasil         | Autódromo de Interlagos                 | Festival                 | Festival          | Festival     |
| Asia                     |                  |                |                                         |                          |                   |              |
| 22 de abril de 2019      | Shanghái         | China          | Mercedes-Benz Arena                     | —                        | 12,138 / 12,138   | $1,199,529   |
| 24 de abril de 2019      | Tokio            | Japón          | Toyosu Pit                              | —                        | —                 | —            |
| 27 de abril de 2019      | Seúl             | Corea del Sur  | Arena de Gimnasia Olímpica              | —                        | 13,916 / 14,130   | $1,234,178   |
| 29 de abril de 2019      | Taipéi           | Taiwán         | Centro de Convenciones de Taipéi        | —                        | —                 | —            |
| 1 de mayo de 2019        | Manila           | Filipinas      | Mall of Asia Arena                      | —                        | —                 | —            |
| 3 de mayo de 2019        | Singapur         | Singapur       | The Star Performing Arts Centre         | —                        | —                 | —            |
| 6 de mayo de 2019        | Hong Kong        | Hong Kong      | AsiaWorld-Expo                          | —                        | —                 | —            |
| 8 de mayo de 2019        | Bangkok          | Tailandia      | Impact Exhibition Hall 5                | —                        | —                 | —            |
| Festivales               |                  |                |                                         |                          |                   |              |
| 1 de junio de 2019       | Varsovia         | Polonia        | Racetrack Służewiec                     | Festival                 | Festival          | Festival     |
| 6 de junio de 2019       | Los Ángeles      | Estados Unidos | Wiltern Theatre                         | Festival                 | Festival          | Festival     |
| 7 de julio de 2019       | Turku            | Finlandia      | Ruissalo                                | Festival                 | Festival          | Festival     |
| 9 de julio de 2019       | Grimstad         | Noruega        | Groos                                   | Festival                 | Festival          | Festival     |
| 19 de julio de 2019      | Yakarta          | Indonesia      | Yakarta International Expo              | Festival                 | Festival          | Festival     |
| Oceanía                  |                  |                |                                         |                          |                   |              |
| 13 de septiembre de 2019 | Auckland         | Nueva Zelanda  | Spark Arena                             | Thelma Plum              | —                 | —            |
| 16 de septiembre de 2019 | Perth            | Australia      | HBF Stadium                             | Thelma Plum Tyde Levi    | —                 | —            |
| 18 de septiembre de 2019 | Adelaida         | Australia      | Adelaide Entertainment Centre           | Thelma Plum              | —                 | —            |
| 20 de septiembre de 2019 | Sídney           | Australia      | Pabellón Hordern                        | Thelma Plum Tyde Levi    | —                 | —            |
| 21 de septiembre de 2019 | Sídney           | Australia      | Pabellón Hordern                        | Thelma Plum Tyde Levi    | —                 | —            |
| 23 de septiembre de 2019 | Brisbane         | Australia      | Brisbane Convention & Exhibition Centre | Thelma Plum              | —                 | —            |
| 25 de septiembre de 2019 | Melbourne        | Australia      | Margaret Court Arena                    | Thelma Plum Tyde Levi    | —                 | —            |
| Asia                     |                  |                |                                         |                          |                   |              |
| 25 de noviembre de 2019  | Shenzhen         | China          | Shenzhen Bay Arena                      | Tyde Levi                | —                 | —            |
| 27 de noviembre de 2019  | Shanghái         | China          | Mercedes-Benz Arena                     | Tyde Levi                | —                 | —            |
| 30 de noviembre de 2019  | Chengdu          | China          | Chengdu Magic Cube                      | Tyde Levi                | —                 | —            |